# Corpusty
Corpusty är en ort i Corpusty and Saxthorpe, North Norfolk, Storbritannien. Den ligger i grevskapet Norfolk och riksdelen England, i den sydöstra delen av landet, 170 km nordost om huvudstaden London. Corpusty ligger 29 meter över havet och antalet invånare är 637. Civil parish hade 434 invånare år 1931. Byn nämndes i Domedagsboken (Domesday Book) år 1086, och kallades då Corpestig/Corpestih/Corpsty.
Terrängen runt Corpusty är platt. Runt Corpusty är det ganska tätbefolkat, med 222 invånare per kvadratkilometer. Närmaste större samhälle är North Walsham, 16,9 km öster om Corpusty. Trakten runt Corpusty består till största delen av jordbruksmark.